# Hugo z Vermandois
Hugo (ur. w 920 roku, zm. w 962 roku w Meaux) – arcybiskup Reims w latach 925-931 i 940-946. Przedstawiciel dynastii Herbertynów, wywodzącej się od Bernarda Longobardzkiego, nieślubnego syna Pepina (syna Karola Wielkiego). Trzecie dziecko i drugi syn hrabiego Vermandois Herberta II i Adeli, córki Roberta I, króla Franków, i jego żony Adeli. Wśród jego rodzeństwa byli m.in. Albert I de Vermandois, Herbert III Stary z Omois i Robert I de Meaux.
W 922 roku nowy arcybiskup Reims Seulf (nominat Roberta I) obiecał Herbertowi II, że w zamian za pomoc w odzyskaniu przynależnych biskupowi ziem, wyznaczy go na swego następcę. Po jego śmierci w 925 roku Herbert obsadził na stanowisku, pięcioletniego wówczas, syna Hugona. Stał się tym samym jednym z najmłodszych biskupów w historii. Hrabia wysłał w 926 roku emisariuszy do papieża Jana X, którzy podtrzymali Hugona na stanowisku. Wkrótce potem ojciec wysłał go na nauki do Auxerre, a rzeczywistą władzę sprawował biskup Abbo z Soissons. W 931 roku skonfliktowany z jego ojcem król Rudolf Burgundzki przejął kontrolę nad częścią terenów wroga, w tym Reims. Osadził na stolcu arcybiskupim Artauda, przeora klasztoru Saint-Remi. Artaud pozostał na nim, gdy w 936 roku monarchą został Ludwik IV Zamorski.
Po 940 Herbert II sprzymierzył się z Hugonem Wielkim i Wilhelmem I Długim Mieczem, udało im się przywrócić (wówczas już dwudziestoletniego i wyświęconego na diakona) Hugona na tron arcybiskupi, przy poparciu zwołanego przez nich synodu. Wkrótce mediacja Ottona I Wielkiego w Visé i szantaż względem monarchy pozwoliły na załagodzenie sporu między władcą a jego wasalami. Ludwik uznał jego panowanie duchowe i mianował na swego arcykanclerza. Działalność Hugona jako arcybiskupa została oceniona pozytywnie nawet przez Flodoarda, mimo że ten został oskarżony o spiskowanie przeciw Hugonowi Wielkiemu i Herbertowi II oraz wzięty na dwa lata w niewolę.
Po śmierci Herberta II w 943 roku jego terytoria zostały podzielone na skutek interwencji Ludwika IV i przy współudziale Hugona Wielkiego. Hugo jako arcybiskup Reims objął też okoliczne tereny. W 946 Ludwik IV Zamorski odbił Reims i usunął go z tronu biskupiego. Papież Agapit II początkowo wziął Hugona w obronę, ale w 948 został on ostatecznie odwołany i ekskomunikowany przez papieża, a na jego miejsce powołano Artolda. Brat Hugona i nowy hrabia Vermandois Albert, został sojusznikiem Ludwika IV i nie dążył do przywrócenia status quo. W synodzie z Ingelheim am Rhein odwołującym Hugona brali udział Ludwik IV i król niemiecki Otton I Wielki oraz biskupi frankijscy (poza Reims i Laon).
W 961 po śmierci Artolda pojawiły się plany ponownego osadzenia Hugona jako arcybiskupa Reims, jednak sprzeciwił się im papież Jan XII i osadził tam Odelrica. W tym momencie również był on ekskomunikowany. W następnym roku zmarł powracając z pielgrzymki do Santiago de Compostela.